# العنود بنت حمد آل ثاني
الشيخة العنود بنت حمد آل ثاني هي سيدة أعمال قطرية. وهي عضو في مجلس إدارة مركز قطر للمال، وعُيّنت رئيسةً تنفيذية للأعمال ونائبة للرئيس التنفيذي للمركز في عام 2023. قبل تعيينها في هذا المنصب، شغلت منصب المدير الإداري لتطوير الأعمال في المركز، حيث أطلقت مبادرات لتعزيز التوظيف خلال جائحة كوفيد-19 في قطر. وكانت الشيخة العنود أول امرأة وأصغر شخص يُعيّن في اللجنة التنفيذية للمركز. في مارس 2021، عيّنها المنتدى الاقتصادي العالمي قائدة عالمية شابة. في عام 2022، حصلت على جائزة المرأة العربية للعام ورشّحتهامجلة فوربس واحدةً من أقوى 50 سيدة أعمال في منطقة الشرق الأوسط وشمال أفريقيا.

## النشأة والتعليم
الشيخة العنود عضو في مجلس آل ثاني. وهي حفيدة الشيخ جاسم بن محمد آل ثاني، مؤسس دولة قطر.  
التحقت بكلية لندن للاقتصاد، وجامعة أكسفورد، وجامعة الدراسات العليا لإدارة الأعمال في باريس، وحصلت على شهادة في التعليم التنفيذي من برنامج القادة الصاعدين في مركز قطر للقيادة.  

## الحياة المهنية
بدأت الشيخة العنود العمل في مركز قطر المالي عام 2016.  شغلت في البداية منصب نائب رئيس التحالفات الاستراتيجية في مكتب الرئيس التنفيذي، وبعد فترة وجيزة تم تعيينها كمديرة مساعدة للشؤون الاقتصادية لمنطقة الشرق الأوسط وشمال أفريقيا.   في عام 2017، تم تعيينها مديرة تنفيذية لتطوير الأعمال، حيث شغلت هذا المنصب طوال فترة جائحة كوفيد-19 في قطر.    خلال فترة عملها، عملت على تحسين فرص العمل والأمن الوظيفي في قطر.  في عام 2023، تم تعيين الشيخة العنود رئيسًا تنفيذيًا للأعمال ونائبًا للرئيس التنفيذي لمركز قطر المالي، حيث ترأست قسمي تطوير الأعمال وشؤون العملاء.   وهي أول امرأة وأصغر شخص يخدم في اللجنة التنفيذية للمركز. 
شغلت الشيخة العنود سابقًا منصب مؤسسة صلتك في قطر، وهي مبادرة اجتماعية توفر فرص العمل للشباب في جميع أنحاء العالم العربي.  شغلت منصب عضو مجلس إدارة العديد من المنظمات، بما في ذلك: طموح، وكيف تعمل المرأة، ومدرسة i2Co للقيادة التحويلية، ومجلس خريجي قطر والمملكة المتحدة - المجلس الثقافي البريطاني، والسياسة الخارجية المستقبلية في المملكة المتحدة. كما شغلت منصب نائب رئيس مركز بداية لريادة الأعمال والتوجيه المهني، ورئيسة كرسي قطر للكرامة العالمية، وسفيرة عالمية لدولة قطر في يوم ريادة الأعمال النسائية.
في مارس 2021، عيّنها المنتدى الاقتصادي العالمي قائدة عالمية شابة. في عام 2022، ما يجعلها أصغر قائدة عالمية شابة والمرأة القطرية الوحيدة التي حصلت على الجائزة حتى ذلك العام.  وقد رشحها المنتدى بصفتها شخصية عالمية مؤثرة.

## الجوائز
حصلت الشيخة العنود على جائزة صاحب السمو الشيخ تميم بن حمد آل ثاني للتميز التعليمي مرتين، عامي 2008 و2012. في عام 2011، حصلت على جائزة الإنجاز العربي الشاب. في عام 2022، أدرجتها مجلة فوربس ضمن أقوى 50 سيدة أعمال في منطقة الشرق الأوسط وشمال إفريقيا. وفي عام 2022، حصلت على جائزة المرأة العربية للعام لإنجازاتها في مجال الخدمات المالية. 